# Football Club Internazionale 1962-1963
Questa voce raccoglie le informazioni riguardanti il Football Club Internazionale nelle competizioni ufficiali della stagione 1962-1963.

## Stagione
(Estratto da La Gazzetta dello Sport del 9 marzo 2008.)
Argomento che durante l'estate 1962 teneva col fiato sospeso la tifoseria risultò essere il possibile licenziamento di Helenio Herrera, dopo un biennio che aveva beffardamente consegnato lo Scudetto al duopolio rappresentato da Juventus e Milan: benché la sua sostituzione con Edmondo Fabbri (protagonista della scalata mantovana dal circuito amatoriale alla massima serie) apparisse ormai una formalità, l'argentino permaneva invece al comando forte anche del maggiorato ingaggio.
Nuovi volti in organico l'ex palermitano Burgnich, un Tagnin ancora squalificato per fatti risalenti al 1960, l'oriundo Maschio e il brasiliano Jair: sulle tracce di quest'ultimo si muovevano inizialmente pure i concittadini, salvo poi ripiegare con scarse fortune sul connazionale Germano.
Se la vena polemica del Mago davanti ai microfoni non conosceva tregua, comportandone anzi una parziale censura di cui beneficiò il dirigente Giuseppe Prisco ricevendo autorizzazione a presentarsi alla stampa dopo le partite, l'Inter approcciava frattanto con debole passo un campionato che consacrò in avvio il Bologna dell'ex Fulvio Bernardini: i virgiliani ora guidati da Hidegkuti (successore di un Fabbri passato sulla panchina azzurra) imponevano la parità all'esordio, con la «maledizione» delle trasferte in Sicilia ancora viva — lamentando in tal senso una sconfitta al Cibali — e un derby chiuso sul nulla di fatto il 21 ottobre 1962. San Siro veniva quindi espugnato dall'Atalanta una domenica più tardi, precipitando la squadra a una lunghezza dai bianconeri settimi in classifica.

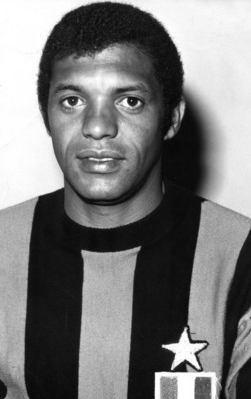
L'ala brasiliana Jair, tra i protagonisti dell'ottavo Scudetto.

La dura "strigliata" ricevuta da Angelo Moratti spingeva l'allenatore a correttivi nella formazione-base, impostando ora la mentalità tattica su una difesa ermetica e sulla veloce ripartenza in contropiede: a protezione dei pali ecco Buffon, con Burgnich terzino-marcatore e Facchetti che scalzava Masiero in fascia mancina conferendo al ruolo una storica propensione all'offensiva.
Il capitano Picchi riuscì nell'adattamento da laterale difensivo a battitore libero coprendo le spalle al centrale Guarneri, con Zaglio «faticatore» in mediana; riferimento del centrocampo era adesso un Suárez votato alla regia anziché alle sortite da incursore, panni in cui Sandro Mazzola (del quale fu scongiurato il trasferimento al Como) si fece preferire a Maschio. Jair sottraeva a Bicicli la posizione di ala destra, mentre Corso agiva nominalmente sul lato sinistro senza però essere in realtà legato a rigido dettame: spazio in attacco per l'ex granata Di Giacomo, un acquisto compensato dal passaggio di Hitchens ai sabaudi offrendo così una maglia straniera al summenzionato verdeoro.

Mazzola viene festeggiato dai compagni di squadra dopo la rete-scudetto segnata in casa della Juventus.

Annientate con facilità entrambe le genovesi, i nerazzurri recuperarono punti ai felsinei smarritisi dopo la brillante partenza: una quaterna realizzata in Emilia nello scontro diretto valeva l'aggancio al podio, col successo prenatalizio a danno della Juventus che fruttava addirittura la vetta solitaria. Gli uomini di Amaral portarono comunque in dote il titolo invernale, concludendo la fase d'andata a +1 sui meneghini: in seguito allo scenario di ex aequo insorto il 3 febbraio 1963, l'ideale snodo era localizzato nella stracittadina del 24 febbraio.
I rivali gettarono infatti la spugna a Marassi, favorendo il ritorno in testa della Beneamata cui il pareggio con l'opponente di Rocco lasciava anzi qualche rammarico: Tagnin calcava il manto erboso dopo una lunga assenza «incollandosi» in marcatura a Rivera, con appena 13" sufficienti a Mazzola per rompere l'equilibrio battendo così il record di Altafini che impiegò 20" a sbloccare il punteggio nella sfida del 26 marzo 1961. Suárez falliva poi il rigore del possibile raddoppio, con Sani a decretare infine la divisione della posta in palio: nell'occasione andava in archivio il sedicesimo risultato utile consecutivo, un filotto avente in Bergamo il capolinea.
Pur a fronte del salvaguardato primato, l'incolore prestazione contro gli orobici suscitò le rimostranze del presidente circa l'utilizzo di elementi in scarsa condizione: tra questi lo schieramento dell'infortunato Di Giacomo, rinunciando al debutto del classe 1943 Roberto Boninsegna.
Durante l'ultimo scorcio del campionato il tecnico procedeva a lievi ritocchi, coi guanti di Buffon ceduti per esempio a Bugatti: si faceva da parte anche Zaglio con Bolchi nuovo incontrista, mentre la spinta da interno del rispolverato Maschio concorse a far sperimentare Mazzola quale attaccante. Cruciale lo spartiacque del 28 aprile 1963, quando l'Inter si misurò al Comunale con l'inseguitrice recando un vantaggio di 4 punti: nello stadio che aveva battezzato il suo lancio tra i professionisti, il figlio di Valentino eluse la guardia dei difensori avversari trovando il gol-scudetto.
Domenica 5 maggio 1963 ecco giungere anche il responso aritmetico, poiché un pareggio sul quale i piemontesi furono bloccati dal Mantova rese in pratica ininfluente la débâcle sofferta da Picchi e soci nella capitale: il saluto al pubblico avveniva impattando col Torino nell'ultima giornata, dove Enzo Bearzot consegnò all'astro nascente la maglia vestita da suo padre fino al 1949. Un tricolore atteso dal 1954 — destinato a rappresentare l'origine di una vittoriosa epoca — si associò alla Coppa Campioni conquistata dal Milan, rendendo il capoluogo lombardo la prima e unica città in Italia ad accentrare nella medesima stagione i titoli nazionale e europeo.

## Divise
| Prima divisa | Seconda divisa |  |

## Organigramma societario
Area direttiva
- Presidente: Angelo Moratti
- Consigliere: Giuseppe Prisco
- Direttore sportivo: Italo Allodi[74][75]

Area tecnica
- Allenatore: Helenio Herrera
- Allenatore in seconda: Maino Neri

Area sanitaria
- Medico sociale: dott. Angelo Quarenghi[76][77]
- Massaggiatore: Bartolomeo Della Casa e Giancarlo Della Casa

## Rosa
| N. |                      | Ruolo | Calciatore                |
| -- | -------------------- | ----- | ------------------------- |
|    | Italia (bandiera)    | P     | Lorenzo Buffon            |
|    | Italia (bandiera)    | P     | Ottavio Bugatti           |
|    | Italia (bandiera)    | P     | Giovanni Ferretti         |
|    | Italia (bandiera)    | D     | Bruno Bolchi              |
|    | Italia (bandiera)    | D     | Tarcisio Burgnich         |
|    | Italia (bandiera)    | D     | Giorgio Dellagiovanna     |
|    | Italia (bandiera)    | D     | Giacinto Facchetti        |
|    | Italia (bandiera)    | D     | Aristide Guarneri         |
|    | Italia (bandiera)    | D     | Spartaco Landini          |
|    | Italia (bandiera)    | D     | Armando Picchi (capitano) |
|    | Argentina (bandiera) | C     | Humberto Maschio          |
|    | Italia (bandiera)    | C     | Enea Masiero              |

| N. |                        | Ruolo | Calciatore           |
| -- | ---------------------- | ----- | -------------------- |
|    | Italia (bandiera)      | C     | Sandro Mazzola       |
|    | Spagna (bandiera)      | C     | Luis Suárez          |
|    | Italia (bandiera)      | C     | Carlo Tagnin         |
|    | Italia (bandiera)      | C     | Franco Zaglio        |
|    | Italia (bandiera)      | A     | Lorenzo Bettini      |
|    | Italia (bandiera)      | A     | Mauro Bicicli        |
|    | Italia (bandiera)      | A     | Mario Corso          |
|    | Italia (bandiera)      | A     | Beniamino Di Giacomo |
|    | Inghilterra (bandiera) | A     | Gerry Hitchens       |
|    | Brasile (bandiera)     | A     | Jair da Costa        |
|    | Italia (bandiera)      | A     | Egidio Morbello      |
|    | Argentina (bandiera)   | A     | Marcelo Pagani       |

## Risultati

### Serie A

#### Girone di andata
| Mantova 16 settembre 1962, ore 16:00 CET 1ª giornata | Mantova          | 0 – 0 | Inter | Stadio Danilo Martelli\| Arbitro: \| Bonetto (Torino) \| |
| Arbitro:                                             | Bonetto (Torino) |       |       |                                                          |

| Arbitro: | Sbardella (Roma) |

|          |           |  |
| Corso 8’ | Marcatori |  |

| Arbitro: | Jonni (Macerata) |

|           |           |  |
| Milan 63’ | Marcatori |  |

| Arbitro: | De Marchi (Pordenone) |

|               |           |              |
| Faustinho 76’ | Marcatori | 51’ Hitchens |

| Arbitro: | Francescon (Padova) |

|             |           |  |
| Maschio 79’ | Marcatori |  |

| Arbitro: | Adami (Roma) |

|               |           |             |
| Pivatelli 62’ | Marcatori | 45’ Maschio |

| Arbitro: | De Marchi (Pordenone) |

|             |           |                             |
| Mazzola 12’ | Marcatori | 3’ Da Costa 65’ Christensen |

| Arbitro: | Marchese (Napoli) |

|            |           |                                      |
| Baveni 23’ | Marcatori | 2’ Jair 42’ Facchetti 84’ Di Giacomo |

| Arbitro: | Lo Bello (Siracusa) |

|                    |           |  |
| Jair 66’ Corso 83’ | Marcatori |  |

| Arbitro: | Angonese (Mestre) |

|                                         |           |  |
| Di Giacomo 1’, 84’ Mazzola 62’ Jair 77’ | Marcatori |  |

| Arbitro: | Adami (Roma) |

|            |           |            |
| Petris 38’ | Marcatori | 55’ Suárez |

| Arbitro: | Jonni (Macerata) |

|                                       |           |                          |
| Di Giacomo 24’ Suárez 31’ Mazzola 67’ | Marcatori | 70’ De Souza 89’ Micheli |

| Arbitro: | Lo Bello (Siracusa) |

|  |           |                                     |
|  | Marcatori | 12’, 74’ Jair 61’ Maschio 81’ Corso |

| Arbitro: | Adami (Roma) |

|          |           |  |
| Jair 49’ | Marcatori |  |

| Arbitro: | De Marchi (Pordenone) |

|                            |           |  |
| Mazzola 27’ Di Giacomo 71’ | Marcatori |  |

| Modena 6 gennaio 1963 16ª giornata | Modena          | 0 – 0 | Inter | Stadio Alberto Braglia\| Arbitro: \| Rigato (Mestre) \| |
| Arbitro:                           | Rigato (Mestre) |       |       |                                                         |

| Arbitro: | Jonni (Macerata) |

|                      |           |                |
| Locatelli 42’ (rig.) | Marcatori | 22’ Di Giacomo |

#### Girone di ritorno
| Arbitro: | Francescon (Padova) |

|               |           |  |
| Facchetti 22’ | Marcatori |  |

| Arbitro: | Sbardella (Roma) |

|            |           |                            |
| Savoini 4’ | Marcatori | 34’ Di Giacomo 43’ Mazzola |

| Arbitro: | Gambarotta (Genova) |

|                             |           |             |
| Suárez 56’ (rig.) Corso 75’ | Marcatori | 80’ Petroni |

| Arbitro: | Di Tonno (Lecce) |

|                                     |           |  |
| Jair 11’, 66’ Mazzola 71’ Corso 77’ | Marcatori |  |

| Arbitro: | Francescon (Padova) |

|               |           |                                             |
| Fraschini 64’ | Marcatori | 6’, 9’, 59’ Di Giacomo 48’ Suárez 55’ Corso |

| Arbitro: | Lo Bello (Siracusa) |

|            |           |          |
| Mazzola 1’ | Marcatori | 78’ Sani |

| Arbitro: | Marchese (Napoli) |

|            |           |  |
| Nielsen 5’ | Marcatori |  |

| Arbitro: | Francescon (Padova) |

|                                                               |           |  |
| Corso 11’ Maschio 50’ Suárez 55’, 60’ (rig.), 76’ Mazzola 65’ | Marcatori |  |

| Arbitro: | Sbardella (Roma) |

|  |           |                         |
|  | Marcatori | 57’ Facchetti 63’ Corso |

| Genova 31 marzo 1963 27ª giornata | Sampdoria           | 0 – 0 | Inter | Stadio Luigi Ferraris\| Arbitro: \| Lo Bello (Siracusa) \| |
| Arbitro:                          | Lo Bello (Siracusa) |       |       |                                                            |

| Arbitro: | Gambarotta (Genova) |

|                   |           |  |
| Robotti 1’ (aut.) | Marcatori |  |

| Ferrara 14 aprile 1963 29ª giornata | SPAL                | 0 – 0 | Inter | Stadio Paolo Mazza\| Arbitro: \| Francescon (Padova) \| |
| Arbitro:                            | Francescon (Padova) |       |       |                                                         |

| Arbitro: | De Marchi (Pordenone) |

|                                         |           |                  |
| Suárez 39’ Jair 46’, 86’ Di Giacomo 81’ | Marcatori | 5’ (aut.) Zaglio |

| Arbitro: | Sbardella (Roma) |

|  |           |             |
|  | Marcatori | 28’ Mazzola |

| Arbitro: | Lo Bello (Siracusa) |

|                                           |           |  |
| Manfredini 28’, 62’ (rig.) Menichelli 76’ | Marcatori |  |

| Milano 19 maggio 1963 33ª giornata | Inter               | 0 – 0 | Modena | Stadio San Siro\| Arbitro: \| Francescon (Padova) \| |
| Arbitro:                           | Francescon (Padova) |       |        |                                                      |

| Arbitro: | D'Agostini (Roma) |

|             |           |             |
| Mazzola 56’ | Marcatori | 61’ Ferrini |

### Coppa Italia
| Arbitro: | Gambarotta (Genova) |

|  |           |                                                |
|  | Marcatori | 10’, 30’ Bicicli 14’, 88’ Maschio 66’ Hitchens |

| Arbitro: | Babini (Ravenna) |

|                    |           |                         |
| Mazzola 52’ (rig.) | Marcatori | 7’ Vomiero 36’ Cominato |

## Statistiche
Statistiche aggiornate al 26 maggio 1963.

### Statistiche di squadra
| Competizione | Punti | In casa | In casa | In casa | In casa | In casa | In casa | In trasferta | In trasferta | In trasferta | In trasferta | In trasferta | In trasferta | Totale | Totale | Totale | Totale | Totale | Totale | D.R. |
| Competizione | Punti | G       | V       | N       | P       | Gf      | Gs      | G            | V            | N            | P            | Gf           | Gs           | G      | V      | N      | P      | Gf     | Gs     | D.R. |
| ------------ | ----- | ------- | ------- | ------- | ------- | ------- | ------- | ------------ | ------------ | ------------ | ------------ | ------------ | ------------ | ------ | ------ | ------ | ------ | ------ | ------ | ---- |
| Serie A      | 49    | 17      | 13      | 3       | 1       | 35      | 8       | 17           | 6            | 8            | 3            | 21           | 12           | 34     | 19     | 11     | 4      | 56     | 20     | 36   |
| Coppa Italia | -     | 1       | 0       | 0       | 1       | 1       | 2       | 1            | 1            | 0            | 0            | 5            | 0            | 2      | 1      | 0      | 1      | 6      | 2      | 4    |
| Totale       | -     | 18      | 13      | 3       | 2       | 36      | 10      | 18           | 7            | 8            | 3            | 26           | 12           | 36     | 20     | 11     | 5      | 62     | 22     | 40   |

### Andamento in campionato
| Giornata  | 1 | 2 | 3  | 4  | 5 | 6 | 7 | 8 | 9 | 10 | 11 | 12 | 13 | 14 | 15 | 16 | 17 | 18 | 19 | 20 | 21 | 22 | 23 | 24 | 25 | 26 | 27 | 28 | 29 | 30 | 31 | 32 | 33 | 34 |
| --------- | - | - | -- | -- | - | - | - | - | - | -- | -- | -- | -- | -- | -- | -- | -- | -- | -- | -- | -- | -- | -- | -- | -- | -- | -- | -- | -- | -- | -- | -- | -- | -- |
| Luogo     | T | C | T  | T  | C | T | C | T | C | C  | T  | C  | T  | C  | C  | T  | T  | C  | T  | C  | C  | T  | C  | T  | C  | T  | T  | C  | T  | C  | T  | T  | C  | C  |
| Risultato | N | V | P  | N  | V | N | P | V | V | V  | N  | V  | V  | V  | V  | N  | N  | V  | V  | V  | V  | V  | N  | P  | V  | V  | N  | V  | N  | V  | V  | P  | N  | N  |
| Posizione | 5 | 4 | 10 | 10 | 7 | 6 | 8 | 7 | 4 | 4  | 4  | 4  | 3  | 1  | 1  | 1  | 2  | 2  | 2  | 2  | 2  | 2  | 1  | 1  | 1  | 1  | 1  | 1  | 1  | 1  | 1  | 1  | 1  | 1  |

Legenda:

Luogo: C = Casa; T = Trasferta. Risultato: V = Vittoria; N = Pareggio; P = Sconfitta.

### Statistiche dei giocatori
Fonte:
Sono in corsivo i calciatori che hanno lasciato la società a stagione in corso.
| Giocatore        | Serie A  | Serie A | Coppa Italia | Coppa Italia | Totale   | Totale |
| Giocatore        | Presenze | Reti    | Presenze     | Reti         | Presenze | Reti   |
| ---------------- | -------- | ------- | ------------ | ------------ | -------- | ------ |
| L. Bettini       | 2        | 0       | 0            | 0            | 2        | 0      |
| M. Bicicli       | 11       | 0       | 2            | 2            | 13       | 2      |
| B. Bolchi        | 12       | 0       | 2            | 0            | 14       | 0      |
| L. Buffon        | 20       | -11     | 1            | -0           | 21       | -11    |
| O. Bugatti       | 10       | -5      | 0            | -0           | 10       | -5     |
| T. Burgnich      | 31       | 0       | 0            | 0            | 31       | 0      |
| M. Corso         | 30       | 8       | 1            | 0            | 31       | 8      |
| G. Dellagiovanna | 1        | 0       | 0            | 0            | 1        | 0      |
| B. Di Giacomo    | 24       | 11      | 0            | 0            | 24       | 11     |
| G. Facchetti     | 31       | 4       | 2            | 0            | 33       | 4      |
| G. Ferretti      | 4        | -4      | 1            | -2           | 5        | -6     |
| A. Guarneri      | 34       | 0       | 1            | 0            | 35       | 0      |
| G. Hitchens      | 5        | 1       | 1            | 1            | 6        | 2      |
| Jair             | 27       | 10      | 0            | 0            | 27       | 10     |
| S. Landini       | -        | -       | 1            | 0            | 1        | 0      |
| H. Maschio       | 15       | 4       | 2            | 2            | 17       | 6      |
| E. Masiero       | 9        | 0       | 2            | 0            | 11       | 0      |
| S. Mazzola       | 23       | 10      | 1            | 1            | 24       | 11     |
| E. Morbello      | 4        | 0       | 1            | 0            | 5        | 0      |
| M. Pagani        | -        | -       | 1            | 0            | 1        | 0      |
| A. Picchi        | 30       | 0       | 1            | 0            | 31       | 0      |
| L. Suárez        | 29       | 8       | 1            | 0            | 30       | 8      |
| C. Tagnin        | 1        | 0       | 1            | 0            | 2        | 0      |
| F. Zaglio        | 21       | 0       | 0            | 0            | 21       | 0      |